# Puig de Forques
El Puig de Forques és una muntanya de 201 metres que es troba al municipi de la Bisbal d'Empordà, a la comarca catalana del Baix Empordà.